# Alumolukrahnita
L'alumolukrahnita és un mineral de la classe dels fosfats que pertany al grup de la tsumcorita.

## Característiques
L'alumolukrahnita és un arsenat de fórmula química Ca[CuAl](AsO₄)₂(H₂O,OH)₂. Va ser aprovada com a espècie vàlida per l'Associació Mineralògica Internacional l'any 2022 i publicada a finals del mateix any. Cristal·litza en el sistema triclínic.
Les mostres que van servir per a determinar l'espècie, el que es coneix com a material tipus, es troben conservades a les col·leccions mineralògiques del Museu d'Història Natural del Comtat de Los Angeles, a Los Angeles (Califòrnia) amb els números de catàleg: 76256, 76257 i 76258.

## Formació i jaciments
Va ser descoberta a la mina Jote, situada al districte miner de Pampa Larga, a Tierra Amarilla, dins la província de Copiapó (Regió d'Atacama, Xile). Aquesta mina xilena és l'únic indret de tot el planeta on ha estat descrita aquesta espècie mineral.